# Hans Christian Andersen et la Danseuse
Pour plus de détails, voir Fiche technique et Distribution.
Hans Christian Andersen et la Danseuse (Hans Christian Andersen) est un film musical américain réalisé par Charles Vidor, sorti en 1952.

## Synopsis
Il était une fois, au Danemark, un jeune cordonnier nommé Hans Christian Andersen. Un homme simple, généreux qui, en une seule journée, va voyager au-delà des frontières de son petit village, au-delà des mers au-delà du temps au-delà de ses rêves les plus fous. Un extraordinaire périple dont les nombreuses rencontres inattendues vont offrir au cordonnier la possibilité d'émerveiller tous les enfants du monde avec de fabuleux contes magiques tels que La Petite Sirène, Le Vilain Petit Canard, Poucelina et bien d'autres…

## Fiche technique
- Titre : Hans Christian Andersen et la Danseuse
- Titre original : Hans Christian Andersen
- Réalisation : Charles Vidor
- Scénario : Myles Connolly et Moss Hart
- Photographie : Harry Stradling Sr.
- Arrangements et direction musicale : Walter Scharf
- Orchestrations : Jerome Moross
- Décors : Antoni Clavé
- Montage : Daniel Mandell
- Pays de production :  États-Unis
- Format : Couleurs - 1,37:1 - Mono - 35 mm
- Genre : Biopic, romance et film musical
- Durée : 112 minutes
- Dates de sortie : 
  - États-Unis : 25 novembre 1952
  - France : 14 août 1953

## Distribution
- Danny Kaye (VF : Jean Piat) : Hans Christian Andersen
- Farley Granger (VF : Yves Furet) : Niels
- Zizi Jeanmaire : Doro
- Joey Walsh (VF : Claude Dupuy) : Peter
- Philip Tonge (VF : Gérard Ferrat) : Otto
- Jeanne Lafayette (VF : Raymonde Reynard) : Celine
- Fred Kelsey (VF : Pierre Michau) : Premier gendarme
- Peter Votrian : Lars